# Rijnland III (schip, 1911)
De Rijnland III is een Nederlandse luxemotor uit 1911.
Het schip zou voldoen aan de eisen voor varend monument, ware het niet dat het nog in de beroepsvaart gebruikt wordt en ingericht is om in Zeeland op de Oosterschelde met sportduikers te kunnen varen.

## Schip
Vanaf de nieuwbouw was het schip uitgerust met een zeer zwaar laadgerei ten behoeve van de aflevering van motoren van motorenfabriek "De Industrie" en zware boomstammen voor de scheepswerven rond Alphen aan den Rijn. Daarbij heeft het in de beurtvaart gevaren tussen Amsterdam en Rotterdam. In de Tweede Wereldoorlog heeft het ook vracht vervoerd naar Antwerpen, Den Helder en Friesland, met als schipper Carsjens en zijn vrouw zelf. Daarbij werden onder andere onderduikers naar Friesland gebracht en voedsel voor de Randstad mee teruggenomen. Na de oorlog werd de den verhoogd en werd het gebruikelijk om veevoer en granen te vervoeren voor de veevoerfabrieken in de Rijnstreek.
In 1974 werd het schip door de huidige schippers gekocht en verbouwd. Het verwierf een certificaat van onderzoek voor de Rijn, waarmee het als vrachtschip door heel Europa kon varen en dat betekende België, Frankrijk, Luxemburg en Duitsland. Zo werd in 1987 tijdens het Wasserkorso ter gelegenheid van het 750-jarig bestaan van de stad Berlijn nog een carillon in de Westhafen gelost. In 2004 werden nog twee grote ABC-motoren van Antwerpen naar Groningen vervoerd, deels met een deklast.

## Motoren
Het schip werd opgeleverd met een 27 pk gloeikopmotor van motorenfabriek "De Industrie" met serienummer 1, de eerste proefmotor, zoals die ontwikkeld was voor de visserij op het IJsselmeer. In 1944 is deze motor waarschijnlijk door het gebruik van allerlei inferieure producten als brandstof kapotgegaan. Hij werd vervangen door wederom de eerste proefmotor van een lange serie, een Industrie type 2D4 blokdiesel serienummer 4001, een diesel met twee cilinders in één blok. Deze was ontwikkeld tussen 1935 en 1939 en werd in 1940 in Duitsland op een beurs voor het eerst tentoongesteld. Bij het uitbreken van de Tweede Wereldoorlog is deze motor direct teruggehaald naar Nederland en verstopt in een hooiberg. In 1944 is de motor zonder enige publiciteit in het schip geplaatst en de oude 27 pk weer in de hooiberg. Pas na de oorlog werd de rekening voor de nieuwe motor voldaan en heeft de opgeknapte oude motor in de hal van het kantoor van de fabriek gestaan, tot het faillissement van "De Industrie".
Voor de toekomst werd een andere 2D4 gevonden, nr. 37 uit de serie, waarvan zo nodig de onderdelen konden worden gebruikt.
De eisen aan de emissies voor schepen worden steeds verder verscherpt. Met het oog op toekomstige ontwikkelingen vaart het schip sinds 2016 in plaats van op gasolie (diesel) nu op Gas-To-Liquids (GTL). Het levert onder andere een lagere NOx- (9%) en deeltjesemissie (tot 58%) op. Daarmee worden minder roetdeeltjes uitgestoten en zodoende is er minder zichtbare zwarte rook.

## Liggers Scheepmetingsdienst[2]
| Meetnummer | District en volgnr. | Meetdatum         | Meetplaats      | Lengte (m) | Breedte (m) | Inzinking (m) | Waterverplaatsing (ton) | Naam         | Eigenaar       | Domicilie       |
| ---------- | ------------------- | ----------------- | --------------- | ---------- | ----------- | ------------- | ----------------------- | ------------ | -------------- | --------------- |
| Ga1003N    | Gouda 1003          | 8 september 1911  | Alphen a/d Rijn | 24 m 73 cm | 4 m 32 cm   | –             | 79,430 ton              | RIJNLAND 3   | Fa. Braat & Co |                 |
|            |                     | 23 september 1911 |                 |            |             |               |                         |              | F.M. Carsjens  | Oudshoorn       |
| R14819N    | Rotterdam 14819     | 28 juni 1945      | Rotterdam       | 24 m 74 cm | 4 m 31 cm   | 1 m 57 cm     | 77,918 ton              | RIJNLAND III | F.M. Carsjens  | Alphen a/d Rijn |
| AN719      | Amsterdam 719       | 14 juli 1981      | Alphen a/d Rijn | 24 m 74 cm | 4 m 25 cm   | 1 m 46 cm     | 56,054 ton              | RIJNLAND III | F. de Vries    | Alphen a/d Rijn |